# 幼保一元化
幼保一元化（ようほいちげんか）は、少子化の進行、育児サービスの多様化に伴って生じている幼稚園と保育所の抱える問題点を解決するべく、幼稚園と保育所のみの一元化を図ろうとする政策である。
幼稚園と保育所は異なる歴史的経緯により設立されたため、運営基準・職員の資格（幼稚園は幼稚園教諭、保育所は保育士）・所管庁（幼稚園は文部科学省初等中等教育局の幼児教育課、保育所と認定こども園はこども家庭庁）が異なっている。これを一元化し、教育水準の均等化とサービスの効率化を目指す政策である。
民主党政権下では「幼保一体化」という言葉を使用していた。

## 歴史
- 1996年12月20日 地方分権推進委員会第一次勧告で地域の実情に応じた幼稚園・保育所の施設の共用化等の弾力的な運用の確立を求めた。
- 1997年1月24日 教育改革プログラムで、国民のニーズに的確に応えるための幼稚園と保育所の在り方について、地方分権推進委員会の勧告等をも踏まえ、厚生省と共同で検討する。当面は、地域の実情に応じた幼稚園と保育所の施設の共用化について弾力的な運営が図られるよう検討を進め、平成9年度中に具体的な方針をまとめる事が定められた。
- 1997年4月 幼稚園と保育所の在り方に関する検討会で、幼稚園と保育所の在り方について、1997年度に両施設の共用化等に関する具体的方針をまとめることを中心に検討。
- 1998年3月10日 幼稚園と保育所の施設の共用化等に関する指針が通知され、施設共用が開始された。
- 2003年4月21日 構造改革特別区域法に基づく構造改革特別区域計画の第1回認定で幼保合築施設での幼稚園児・保育所児等の合同活動が初めて容認された。
- 2004年3月29日 構造改革特別区域における『公立保育所における給食の外部搬入方式の容認事業』についてが通知され、公立保育所での給食の外部搬入が容認された。
- 2004年3月31日 保育所の調理室と学校の給食施設の共用化についてが通知され、学校と敷地や建物を共用する場合等での学校と保育所の給食施設の共用が認められた。
- 2004年12月24日 中央教育審議会幼児教育部会と社会保障審議会児童部会の合同の検討会議にて「就学前の教育・保育を一体として捉えた一貫した総合施設について」の骨子が取りまとめられた[3]。
- 2005年4月6日 「就学前の教育・保育を一体として捉えた一貫した総合施設について」に基づく総合施設のモデル事業が採択された[4]。
- 2006年3月31日 総合施設モデル事業評価委員会により総合施設のモデル事業の最終まとめが行われた[5]。
- 2006年6月15日 就学前の子どもに関する教育、保育等の総合的な提供の推進に関する法律が公布される。
- 2010年3月11日 幼保一体化を含む新たな次世代育成支援のための包括的・一元的なシステムの構築について検討を行うため、「子ども・子育て新システム検討会議」を開催[6]。
- 2010年6月1日 児童福祉施設最低基準が改正され、3歳以上児の給食は特区申請を要せずに外部搬入が認められた。
- 2023年4月1日 こども家庭庁の発足に伴い、保育所及び認定こども園を管掌する省庁をこども家庭庁に移管。

## 認定こども園
2006年に「就学前の子どもに関する教育、保育等の総合的な提供の推進に関する法律」 が制定され、幼保一体化施設として認定こども園制度が開始された。認定こども園は、保育に欠けない幼児を4時間程度教育する幼稚園的機能と保育に欠ける乳幼児を長時間保育する保育所的機能を一体化している。
こども家庭庁が所管していることから、文部科学省と合わせて二重行政とも揶揄されている。

## 日本政府の動き
幼保一体化とは、自民党政権下での幼保一元化と同じ構想のことであり、民主党政権では幼保一体化という言葉を使用していた。
2010年1月27日の参議院予算委員会の林久美子委員の質問に対し、鳩山由紀夫内閣総理大臣は、幼保一体化を進めるためにできる限り役所の一体化を行う方向で進めると答弁した。
また、仙谷由人内閣府特命担当大臣(行政刷新担当)は、幼保一体化を含め新たな次世代支援のために包括的・一元的な制度の構築を進めるために、2011年の通常国会までに所要の法案を提出し、利用者本位の保育制度に向けた抜本的な改革、イコールフッティングによる株式会社・NPOの参入促進、そして幼保一体化の推進を図る方針を明確にした。
民主党は、2009年に出されたマニフェストの中で、政策目的として「縦割り行政になっている子どもに関する施策を一本化し、質の高い保育の環境を整備する。」とし、具体策の一つで「子ども家庭省（仮称）」の設置を検討する事を掲げた。
自民党ではこども家庭庁に幼稚園、保育園、認定こども園を一元化する方向で調整しているが、文部科学省や内閣府による縄張り争いにより踏み込めず、器作りが先行する形となっている。

## 課題

### 設立思想の違い
保育所は社会保障のセーフティネットとしての役割を持ち平等な保育（教育）が原則であるのに対し、幼稚園は入園の応諾義務と授業料の公定が教育になじまないとして反対している。

### 根拠法の違い
保育所は保育に欠ける児童を収容する児童福祉施設であり、幼稚園は就学前に通わせる教育施設である。その目的にあわせて、施設整備や人員配置、カリキュラム作成が行われている。

### 保護者の違い
保育所児の保護者は原則として、共働き又は一人親家庭であり、幼稚園の保護者は片働きである事が多い。幼稚園の保護者会は専業主婦の都合に合わせ昼間の時間帯に行われることが多いが、保育園では保護者会は就労事情を考慮し就労時間外に行なうことが多い。

### 設備
保育所は0歳から就学前までの乳幼児、幼稚園は3歳から就学前までの幼児を扱う。乳児を扱うには、専用のトイレ設備、沐浴設備、調乳・離乳食・アレルギーに対応した給食設備などが必要。幼稚園が乳児を扱うには経験のない分野での多大な設備投資と人材確保が必要になる（保育に欠けない0歳から2歳までについては根拠となる法律がなく、どちらの園でも収容することができない）。逆に、園庭の面積や職員の免許・資格など、保育所が幼稚園並みの教育環境を整える場合も大幅な設備投資と人材確保を要する。

### 労働組合の違い
幼稚園教職員は日本教職員組合や全日本教職員組合などの教職員組合に加入することになるが、保育所職員は公立では全日本自治団体労働組合や日本自治体労働組合総連合など各自治体の労働組合、私立は全国福祉保育労働組合などの独自の労働組合に加入することになる。

### 業界団体の違い
ぞれ全国規模の業界団体が異なる議員を支援しているため、族議員である橋本龍太郎（厚生族）と森喜朗（文教族）により一本化が実現しなかった。

### 社会保険の違い
公立幼稚園教職員は公立学校共済組合、私立幼稚園教職員は日本私立学校振興・共済事業団の組合員となる。公立保育所職員は各自治体が加入している共済組合の組合員、私立保育所職員は全国健康保険協会の被保険者または健康保険組合の組合員となる。そのため、保険者選択の必要が生じる場合や、保険料の按分負担が生じる場合が想定される。

### 資格
幼稚園教員は幼稚園教諭（専修、一種又は二種）免許状が必要、保育所は保育士資格を有する職員を置かなければならない。
大学・短大・専修学校等の養成課程では認定こども園制度の発足に伴い、幼稚園教諭・保育士を両方取得できるようにカリキュラムを改定している。
- 幼稚園教諭免許状を有する者が保育士試験を受験する場合は、発達心理学・教育原理・実技試験の免除に加えて、平成22年度より養成課程で履修した教科目に対応する試験科目が免除される事に制度が改められた。
- 一定の学歴を有する保育士資格を有し、児童福祉施設・へき地保育所・認定こども園で3年以上の実務経験を有する者は幼稚園教員資格認定試験の受験資格を得る。合格者は教育職員免許法第16条の規定により、幼稚園教諭二種免許状の授与申請ができる。

平成27年度より、一方の免許状ないしは資格を有するもので、3年以上（かつ4320時間）の実務経験がある場合、特例科目8単位以上の履修でもう一方の資格ないし免許状を申請できる特例が設けられた（平成31年度までの5年間限りの時限措置であったが、後に令和6年度までの10年間に延長され、その後、さらに令和11年度までの15年間に延長されている）。
令和5年度からは、これまでの実務経験に上乗せして、さらに認定こども園での実務勤務が2年以上（かつ2880時間以上）有する場合は、2単位減免の措置が取られる（期限は、令和7年3月末までであったが、こちらも令和12年3月末までに延長）。
- 保育士資格を有する者が幼稚園教諭免許状を授与されるには、特例科目を修得の上、教育職員検定により、教育職員免許法施行規則附則第18項（平成30年までは附則第19項）を根拠に都道府県教育委員会に授与申請を行う。学士の学位を有する者は一種免許状、それ以外は二種免許状が授与される（修士の学位もしくは専門職学位を有していても、この特例では専修免許状の授与申請はできない）。

- 幼稚園教諭免許状を有する者が保育士資格を得るためには、特例科目を修得の上、保育士試験に出願すれば、全試験免除で合格となり、都道府県の管轄部署に登録すれば、保育士が得られる。

### 入所選考について
幼保連携型認定こども園の保育所部分の入所選考は、当該自治体の保育所の選考基準に準じて認定こども園が定めた基準により行なわれる。

### 給食について
保育所は児童福祉施設最低基準により給食が義務付けられ、3歳未満児に対しては所内調理が必要である（3歳以上児は2010年6月1日以降、外部搬入が認められた）。そのため、3歳未満児を収容する保育所は、他の社会福祉施設と併設される場合を除き調理室の設置が必要である。

### 管轄省庁の違い
幼稚園は文部科学省初等中等教育局・幼児教育課、保育所および認定こども園はこども家庭庁（こども家庭庁発足前は、保育所が厚生労働省児童家庭局・保育課管轄、認定こども園が内閣府管轄であった）が所管していることから、省庁の縄張り争いがある。

## 関係する構造改革特別区域
| 申請団体名                             | 特区名称                                         | 規制される規制の特例措置                                                                                                   | 対象施設名等                           |
| -------------------------------------- | ------------------------------------------------ | --- | -------------------------------------- |
| 第1回認定(2003年4月21日,2003年5月23日) |                                                  | |                                        |
| 群馬県吾妻郡六合村                     | 幼保一体化特区                                   | 幼稚園における幼稚園児、保育所児等の合同活動の容認                                                                         | 六合こども園                           |
| 第2回認定(2003年8月29日)               |                                                  | |                                        |
| 茨城県久慈郡金砂郷町                   | 金砂郷町幼保一体的運営特区                       | 幼稚園における幼稚園児及び保育所児等の合同活動                                                                             | こどもセンターうぐいす                 |
| 岐阜県瑞浪市                           | 幼児教保育特区                                   | 幼稚園における幼稚園児及び保育所児等の合同活動                                                                             | 瑞浪幼児園                             |
| 第3回認定(2003年11月28日)              |                                                  | |                                        |
| 北海道上川郡東川町                     | 北海道東川町幼保一元化特区                       | 幼稚園児と保育園児の合同活動・保育事務の教育委員会への委任                                                                 | 幼児センター ももんがの家              |
| 秋田県仙北郡千畑町                     | 千畑町幼保一体的運営特区                         | 幼稚園児と保育園児の合同活動・保育事務の教育委員会への委任                                                                 | 千畑なかよし園                         |
| 神奈川県足柄下郡箱根町                 | 箱根町幼保一元化特区                             | 幼稚園児と保育園児の合同活動                                                                                               | 仙石原幼児学園                         |
| 静岡県掛川市                           | 保育一元・幼保一元特区                           | 幼稚園児と保育園児の合同活動・保育事務の教育委員会への委任                                                                 | 掛川市の幼保再編計画                   |
| 三重県員弁郡藤原町                     | 藤原町幼保一体的運営特区                         | 幼稚園児と保育園児の合同活動・保育事務の教育委員会への委任                                                                 | ふじわら幼稚園・ふじわら保育所         |
| 兵庫県加西市                           | 加西市幼児園特区                                 | 幼稚園児と保育園児の合同活動                                                                                               | 加西市幼児園特区                       |
| 和歌山県東牟婁郡太地町                 | 幼保教育特区                                     | 幼稚園児と保育園児の合同活動                                                                                               | 太地保育所・太地幼稚園                 |
| 香川県小豆郡池田町                     | 小豆島こどもセンター運営特区                     | 幼稚園児と保育園児の合同活動・保育事務の教育委員会への委任                                                                 | 小豆島こどもセンター                   |
| 第4回認定(2004年3月16日)               |                                                  | |                                        |
| 宮城県遠田郡田尻町                     | たじり子育てスマイル特区                         | 幼稚園児と保育園児の合同活動・保育事務の教育委員会への委任                                                                 | 田尻子育て支援総合施設すまいる園       |
| 三重県多気郡明和町                     | 明和町幼保一体的運営特区                         | 幼稚園における幼稚園児及び保育所児等の合同活動                                                                             |                                        |
| 和歌山県橋本市                         | 幼保子育て特区                                   | 幼稚園児と保育園児の合同活動                                                                                               | ムーミン谷こども園                     |
| 和歌山県西牟婁郡白浜町                 | 幼児園特区                                       | 幼稚園児と保育園児の合同活動                                                                                               | 白浜幼児園                             |
| 第5回認定(2004年6月21日)               |                                                  | |                                        |
| 北海道稚内市                           | ワイワイ子育て・楽しさ支援特区                   | 幼稚園児と保育園児の合同活動・保育事務の教育委員会への委任                                                                 | 私立幼稚園による幼保一元化特区         |
| 宮城県仙台市                           | 幼稚園活用型保育所待機児童対策特区               | 三歳未満児の幼稚園入園の容認・幼稚園児と保育園児の合同活動                                                                 |                                        |
| 群馬県邑楽郡明和町                     | 子供たちを地元産食材で育てる特区                 | 公立保育所における給食の外部搬入容認                                                                                       | 明和こども園                           |
| 富山県西礪波郡福岡町                   | 福岡町次世代を育む子育て支援のまちづくり特区     | 幼稚園児と保育園児の合同活動・保育事務の教育委員会への委任・幼稚園と保育所の保育室の共用・幼稚園の基準面積算定方法の弾力化 | あおぞら幼児学園                       |
| 兵庫県加古川市                         | 加古川市就学前教育モデル特区                     | 幼稚園児と保育園児の合同活動                                                                                               | しかた子ども園                         |
| 島根県八束郡宍道町                     | 宍道子しじみグローアップ特区                     | 三歳未満児の幼稚園入園の容認・幼稚園児と保育園児の合同活動・幼稚園と保育所の保育室の共用・公立保育所における給食の外部搬入 | 宍道幼稚園                             |
| 島根県大原郡加茂町                     | 加茂町子育てわんぱく特区                         | 幼稚園児と保育園児の合同活動・幼稚園と保育所の保育室の共用・公立保育所における給食の外部搬入                               | 加茂幼児園                             |
| 山口県玖珂郡和木町                     | みんなそろって楽しい給食特区                     | 公立保育所における給食の外部搬入                                                                                           |                                        |
| 佐賀県西松浦郡有田町                   | 有田町こども園特区                               | 幼稚園児と保育園児の合同活動                                                                                               | あかさかルンビニー園                   |
| 長崎県北松浦郡小値賀町                 | 「おぢかっ子」共同育成特区                       | 幼稚園児と保育園児の合同活動・幼稚園と保育所の保育室の共用・幼稚園の基準面積算定方法の弾力化・保育事務の教育委員会への委任 |                                        |
| 熊本県玉名郡菊水町                     | 菊水町夢が輝き未来へ翔く子育て特区               | 幼稚園児と保育園児の合同活動                                                                                               | 菊水ひまわり園                         |
| 第6回認定(2004年12月8日)               |                                                  | |                                        |
| 北海道斜里郡清里町                     | 地産地消で豊かな給食特区                         | 公立保育所における給食の外部搬入容認                                                                                       |                                        |
| 北海道常呂郡佐呂間町                   | 佐呂間町いきいき子育て特区                       | 保育所における私的契約児の弾力的な受け入れの容認                                                                           | 佐呂間保育所                           |
| 宮城県栗原郡高清水町                   | 高清水かつらっこ特区                             | 幼稚園児と保育所児の合同活動                                                                                               | かつらっこハウス                       |
| 秋田県鹿角市                           | 鹿角市幼保一体的運営特区                         | 幼稚園児と保育所児の合同活動                                                                                               | 八幡平なかよしセンター                 |
| 山形県東田川郡藤島町                   | 地産地消で育つ元気なこどもの楽しい給食特区       | 公立保育所における給食の外部搬入容認                                                                                       |                                        |
| 茨城県                                 | いばらき幼保連携特区                             | 幼稚園における幼稚園児と保育所児の合同活動                                                                                 |                                        |
| 千葉県習志野市                         | 習志野きらっとこども園特区                       | 幼稚園児と保育所児の合同活動                                                                                               | 東習志野こども園                       |
| 福井県あわら市                         | あわら市幼児教育推進特区                         | 幼稚園児と保育所児の合同活動                                                                                               | 幼児園                                 |
| 山梨県西八代郡六郷町                   | 六郷町幼・保一元化特区                           | 幼稚園児と保育所児の合同活動                                                                                               | 定林寺立正幼稚園                       |
| 岐阜県大垣市                           | 大垣市幼保一体化運営特区                         | 幼稚園児と保育所児の合同活動・幼稚園と保育所の保育室の共用 幼稚園の基準面積算定方法の弾力化                                | 青墓幼保園                             |
| 静岡県田方郡戸田村                     | 戸田幼保教育特区                                 | 幼稚園児と保育所児の合同活動・保育事務の教育委員会への委任                                                                 | 戸田っこセンター                       |
| 三重県四日市市                         | 塩浜地区公立園幼保一体化                         | 幼稚園児と保育所児の合同活動・幼稚園と保育所の保育室の共用 幼稚園の基準面積算定方法の弾力化                                | 塩浜幼稚園                             |
| 大阪府大阪狭山市                       | 大阪狭山市幼・保一元化特区                       | 幼稚園児と保育所児の合同活動                                                                                               | 大阪狭山市こども園                     |
| 佐賀県杵島郡江北町                     | 江北町こども園特区                               | 幼稚園児と保育所児の合同活動                                                                                               | 幼児教育センター                       |
| 第7回認定(2005年3月28日)               |                                                  | |                                        |
| 北海道上川郡下川町                     | 下川町安心子育て特区                             | 保育所における私的契約児の弾力的な受け入れの容認                                                                           | 下川町幼児センター「こどものもり」     |
| 宮城県栗原郡金成町                     | のびのび童っ子（わらすっこ）特区                 | 幼稚園児と保育所児の合同活動                                                                                               | 金成幼児教育センター                   |
| 山形県最上郡金山町                     | 保育所・学校での一貫食育を通じた金山人づくり特区 | 公立保育所における給食の外部搬入容認                                                                                       |                                        |
| 群馬県群馬郡倉渕村                     | 明日から同じクラスのおともだちになる特区         | 幼稚園児と保育所児の合同活動                                                                                               | くらぶちこども園                       |
| 大分県玖珠郡九重町                     | 九重町幼保一体的運営特区                         | 幼稚園における幼稚園児と保育所児の合同活動・保育事務の教育委員会への委任                                                   |                                        |
| 第9回認定(2005年11月22日)              |                                                  | |                                        |
| 和歌山県有田郡広川町                   | 広川 元気っこ・のびのび給食特区                  | 公立保育所における給食の外部搬入容認                                                                                       | 広川なかよし子ども園                   |
| 第10回認定(2006年3月31日)              |                                                  | |                                        |
| 北海道足寄郡足寄町                     | 足寄町子育て安心特区                             | 保育所における私的契約児の弾力的な受け入れの容認                                                                           | 子どもセンター足寄保育園どんぐり       |
| 山形県最上郡最上町                     | 食育機能の統合による次世代育成すこやか特区       | 公立保育所における給食の外部搬入容認                                                                                       | あたごこども園                         |
| 群馬県吾妻郡六合村                     | くにっこニコニコ給食特区                         | 公立保育所における給食の外部搬入容認                                                                                       | 六合こども園                           |
| 京都府久世郡久御山町                   | 「久御山っ子」就学前、元気で明るい給食特区       | 公立保育所における給食の外部搬入容認                                                                                       |                                        |
| 徳島県阿南市                           | 地産地消で安心・安全 阿南市給食特区              | 公立保育所における給食の外部搬入容認                                                                                       | 今津こどもセンター・平島こどもセンター |
| 第11回認定(2006年7月3日)               |                                                  | |                                        |
| 東京都神津島村                         | 神津島村子供たちの安全安心子育て特区             | 公立保育所における給食の外部搬入方式の容認事業                                                                             | はまゆう保育園                         |